# 토요타 공업대학 시카고

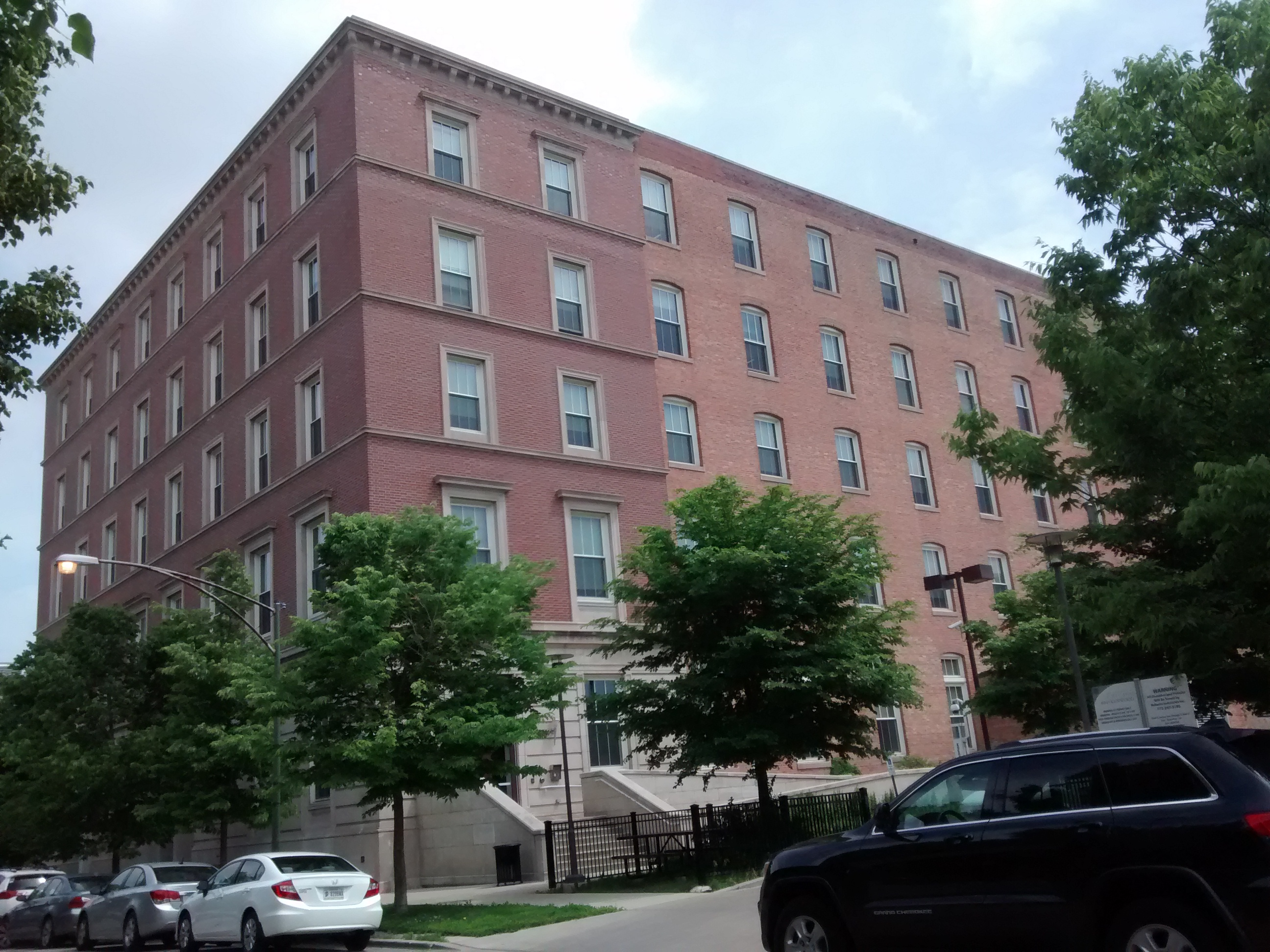

토요타 공업대학 시카고(Toyota Technological Institute at Chicago, TTIC, TTI-Chicago)는 시카고 대학교 캠퍼스 내에 미국 일리노이주 시카고에 위치한, 컴퓨터 과학에 집중하는 사립 연구 기관이다. 약 255,000,000달러의 공여 지원금 및 연구수상소득을 통해 지원을 받는다.

## 학술

### 연구
TTIC는 컴퓨터 과학 내 다음 분야에 주로 집중한다:
- 기계 학습
- 이론 컴퓨터 과학
- 컴퓨터 비전
- 음성 인식, 언어 기술
- 계산생물학
- 로봇공학